# Cork Street
Cork Street est une rue de la ville de Londres. Elle est située dans l’arrondissement de la cité de Westminster, dans le quartier de Mayfair. 

## Situation et accès
Cork Street s'étend de Burlington Gardens à Clifford Street. Orientée nord-sud, elle est longue d’environ 135 m. Elle est en sens unique dans le sens sud-nord.
La station de métro la plus proche est  Green Park, où circulent les trains des lignes  Jubilee  Piccadilly  Victoria.

## Origine du nom

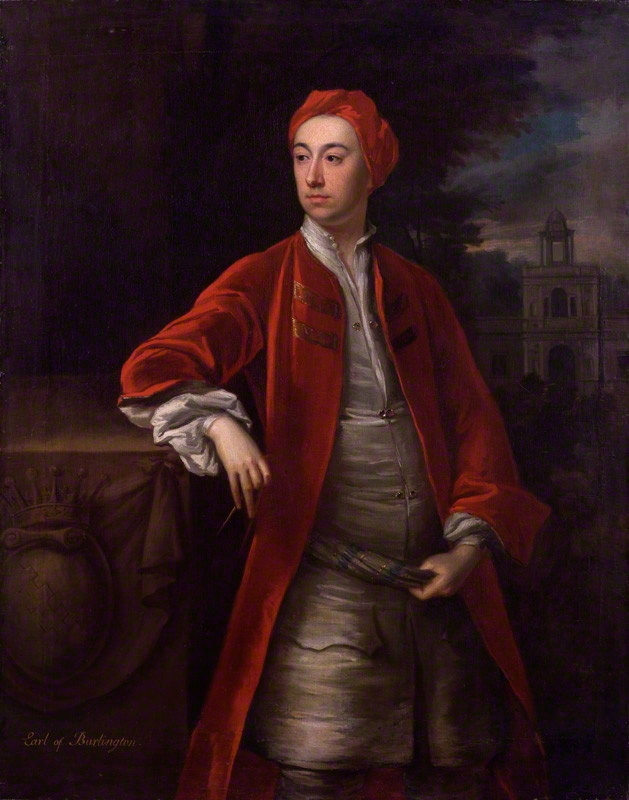
Richard Boyle.

Elle perpétue la mémoire de Richard Boyle (1612-1698), 4e comte de Cork.

## Historique
La rue a été aménagée dans les années 1720. 

## Bâtiments remarquables et lieux de mémoire
Cork Street est connue pour abriter plusieurs galeries d’art. C’est dans l’une d’elles que l’auteur-compositeur-interprète David Bowie (1947-2016) fait sa première exposition, intitulée « New Afro/Pagan and Work: 1975–1995 ».